# 1412 Lagrula
1412 Lagrula (1937 BA) là một tiểu hành tinh vành đai chính được phát hiện ngày 19 tháng 1 năm 1937 bởi L. Boyer ở Algiers.